# SN 2009ni
SN 2009ni – supernowa typu Ia odkryta 16 grudnia 2009 roku w galaktyce A084441-0619. W momencie odkrycia miała maksymalną jasność 18,40m.